# Eudorylas tanasijtshuki
Eudorylas tanasijtshuki är en tvåvingeart som beskrevs av Kuznetzov 1990. Eudorylas tanasijtshuki ingår i släktet Eudorylas och familjen ögonflugor.
Artens utbredningsområde är Kazakstan. Inga underarter finns listade i Catalogue of Life.